# Le Noël d'Hercule Poirot (téléfilm)
Pour le roman, voir Le Noël d'Hercule Poirot.
Le Noël d'Hercule Poirot (Hercule Poirot's Christmas) est un téléfilm de Noël britannique de la série télévisée Hercule Poirot, réalisé par Edward Bennett, sur un scénario de Clive Exton, d'après le roman Le Noël d'Hercule Poirot, d'Agatha Christie.
Ce téléfilm, qui constitue le 42e épisode de la série, a été diffusé pour la première fois le 1er janvier 1995 sur le réseau d'ITV.

## Synopsis
Hercule Poirot se prépare à passer tranquillement les fêtes de Noël. Mais cinq jours avant Noël, Simeon Lee, un vieillard impotent, tyrannique et très riche, lui demande de se faire passer pour un vieil ami et de venir s’installer dans son manoir pour les fêtes afin de protéger sa vie qu’il croit en danger. Il a réuni sa famille, trois fils sans affection, deux mystérieuses belles-filles et une nièce exotique, afin de leur annoncer qu’il va modifier son testament et procéder à quelques aménagements dans l’attribution des rentes. Il annonce cette nouvelle sans ménagement à sa famille. Peu après, Simeon est retrouvé mort dans sa chambre fermée à clef de l'intérieur.

## Fiche technique
- Titre original : Hercule Poirot's Christmas
- Titre français : Le Noël d'Hercule Poirot
- Réalisation : Edward Bennett
- Scénario : Clive Exton, d'après la nouvelle Le Noël d'Hercule Poirot (Hercule Poirot's Christmas) (1938) d'Agatha Christie
- Direction artistique : Peter Wenham
- Décors : Rob Harris
- Costumes : Andrea Galer
- Photographie : Simon Kossoff
- Montage : Andrew McClelland
- Musique originale : Christopher Gunning
- Casting : Julia Duff et Anne Henderson
- Production : Brian Eastman
  - Production associée : Christopher Hall
  - Production exécutive : Sarah Wilson
- Sociétés de production : Carnival Films, London Weekend Television
- Durée : 100 minutes
- Pays d'origine :  Royaume-Uni
- Langue originale : anglais
- Genre : Policier
- Ordre dans la série : 42e - (1er épisode de la saison 6)
- Dates de première diffusion :
  -  Royaume-Uni : 25 décembre 1994
  -  France : 1er janvier 1995

## Distribution
- David Suchet (VF : Roger Carel) : Hercule Poirot
- Philip Jackson (VF : Claude d'Yd) : inspecteur-chef James Japp
- Vernon Dobtcheff (VF : René Bériard) : Simeon Lee (âgé)
- Simon Roberts : Alfred Lee
- Catherine Rabett : Lydia Lee
- Eric Carte : George Lee
- Andrée Bernard (VF : Virginie Ledieu) : Magdalene Lee
- Brian Gwaspari (VF : Bernard Woringer) : Harry Lee
- Sasha Behar : Pilar Estravados / Conchita Lopez
- Mark Tandy : Superintendant Sugden
- Olga Lowe : Stella (âgée)
- Ayub Khan-Din (VF : Thierry Bourdon) : Horbury (2e majordome)
- John Horsley : Tressilian (1er majordome)
- Scott Handy : Simeon Lee (jeune)
- Liese Benjamin (VF : Malvina Germain) : Stella (jeune)
- Oscar Pearce : Gerrit
- Steve Delaney (VF : Jean Roche) : le sergent Coombes
- Colin Meredith : le commerçant
- Peter Hughes : M. Charlton
- Joanna Dickens : la cuisinière
- Michael Keats (vf: Guy chapelier) un agent de police
- Christopher Webber : le serveur dans le train

## Remarques
Cet épisode fut adapté à la télévision française par Edwin Baily en 2006 sous le titre Petits meurtres en famille avec Antoine Duléry, Marius Colucci, Robert Hossein, Elsa Zylberstein, Bruno Todeschini, Marie Bunel, Nadia Barentin, Frédérique Bel... Il s'agissait d'une mini-série en 4 épisodes de 90 minutes qui ne devait pas amener de suite, et pour cause puisque l'un des personnages principaux était le meurtrier. Toutefois, devant le succès public de ce téléfilm, et avec l'aval des ayants droit d'Agatha Christie, d'autres romans de celle-ci ont été adaptés et en quelque sorte réinterprétés de manière que la trame subsiste, mais avec d'autres personnages que ceux que l'on retrouve habituellement dans les romans d'Agatha Christie. Ces adaptations ont été diffusées dans la série Les Petits Meurtres d'Agatha Christie.

## Lieux de tournage

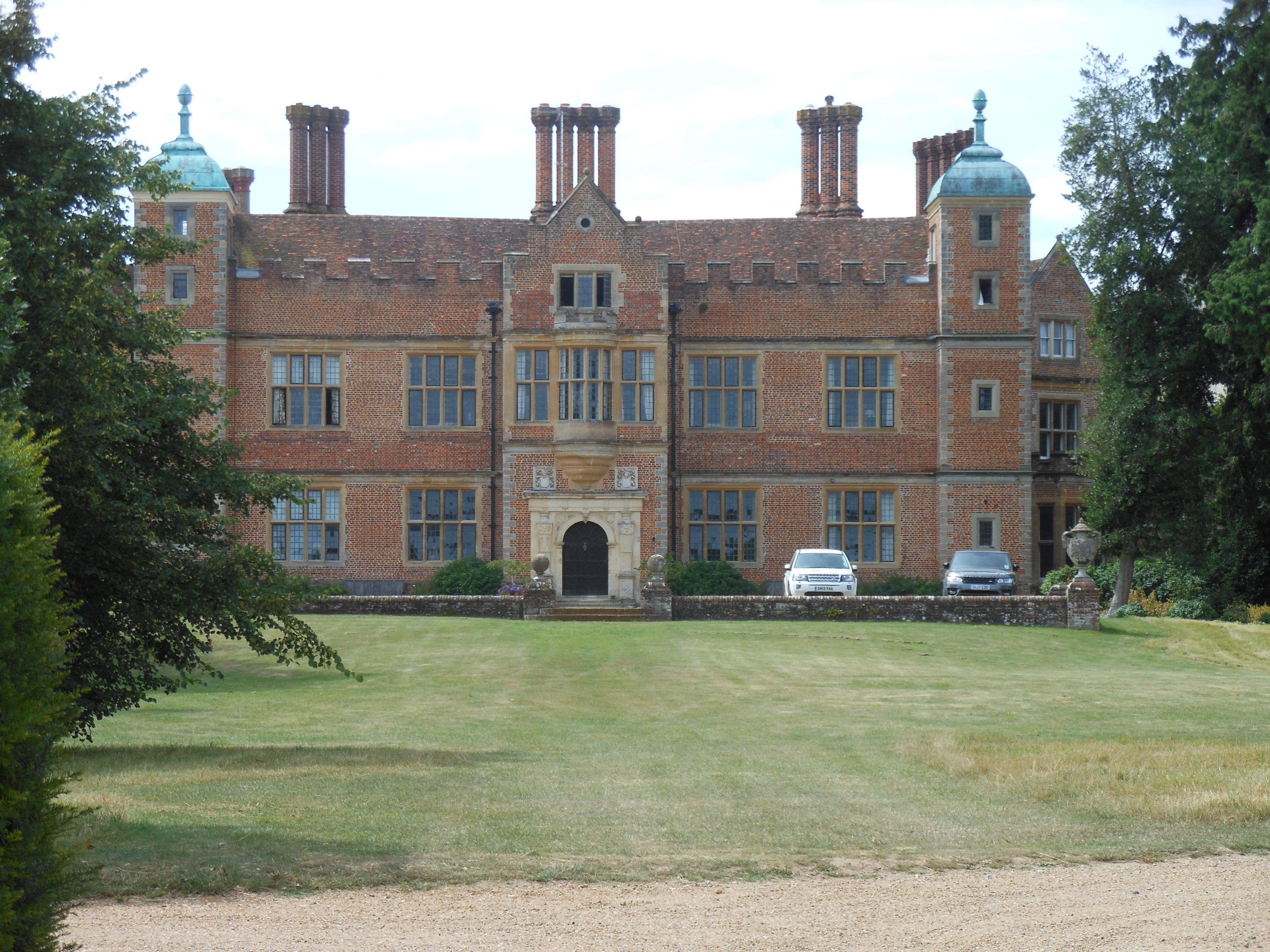
Chilham Castle (le manoir de Simeon Lee)

Le village de Chilham, près de Canterbury (Kent) - Chilham Castle situé au centre du village (le manoir de Simeon Lee)

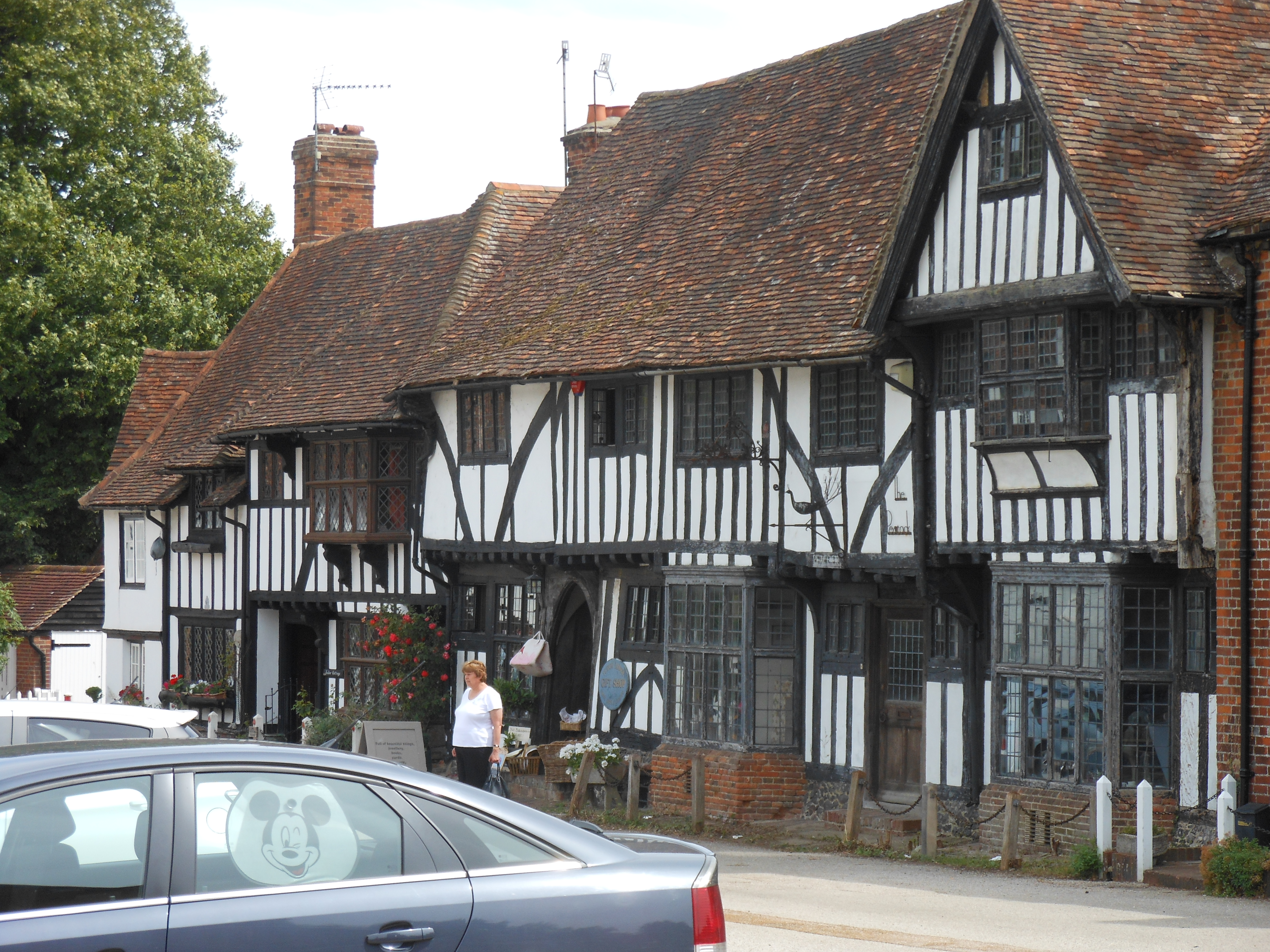
Chilham - Centre du village - Plusieurs scènes